# St. Michaels, Arizona
St. Michaels (Tsʼíhootso) selo Navaho Indijanaca i naseljeno područje za statističke svrhe u američkoj saveznoj državi Arizona. Nalazi se na području rezervata Navaho u okrugu Apache pod jurisdikcijom Indijanske agencije Ft. Defiance. 
Prema popisu stanovništva iz 2010. u njemu je živjelo 1,443 stanovnika.